# Šarovy
Šarovy település Csehországban, a Zlíni járásban. Šarovy Březolupy, Lhota, Komárov és Bohuslavice u Zlína településekkel határos. Lakosainak száma 250 fő (2024. január 1.).

## Népesség
A település lakosságának változását az alábbi diagram mutatja:
| Lakosok száma | 252  | 318  | 332  | 260  | 236  | 229  | 244  | 257  | 248  | 250  |
|               | 1869 | 1900 | 1921 | 1961 | 1980 | 2011 | 2016 | 2019 | 2021 | 2024 |